# Dzielawy
Dzielawy (dodatkowa nazwa w j. niem. Dzielau; dawn. Dziełów) – wieś w Polsce położona w województwie opolskim, w powiecie kędzierzyńsko-kozielskim, w gminie Polska Cerekiew.

## Nazwa
Według niemieckiego językoznawcy Heinricha Adamy’ego nazwa wywodzi się od polskiego określenia "dzielić". W swoim dziele o nazwach miejscowych na Śląsku wydanym w 1888 roku we Wrocławiu jako najstarszą nazwę wymienia Dzielów podając jej znaczenie "Teilstuck" czyli w języku polskim "fragment". Nazwa została później fonetycznie zgermanizowana na Dzielau i utraciła swoje pierwotne znaczenie.

## Historia
Pierwsze wzmianki o osadzie pochodzą z 1340 r.
Od końca XVIII w. do 1933 r. wieś jako gmina posiadała własną pieczęć gminną, na której wizerunku umieszczono pług skierowany w prawo, nad nim ptak w locie oraz w 1823 r. legendę DZIELAWY GEM: SIGEL || IN COSLER | CREYS. 

## Komunikacja
Przez Dzielawy przechodzi ważna droga wojewódzka:
421.